# Sicredi
Sicredi (acrônimo para Sistema de Crédito Cooperativo) é um sistema de cooperativas de crédito brasileira, considerada a primeira instituição financeira cooperativa da América Latina. Com mais de 120 anos, é representada com mais de 2.800 agências, em todos os estados do Brasil e no Distrito Federal.
As cooperativas estão organizadas em cinco Centrais – acionistas da Sicredi Participações S.A., uma Confederação, uma Fundação e um Banco Cooperativo que controla diversas empresas específicas que atuam na distribuição de seguros, administração de cartões de crédito e de consórcios. O sistema superou a marca de 8,5 milhões de associados. O Sicredi é uma cooperativa de livre admissão, sendo possível encontrar atendimento para pessoa física, jurídica e agronegócio. No agronegócio o Sicredi possui o destaque de ser a segunda maior instituição financeira do país que concede crédito rural, ficando atrás apenas do Banco do Brasil. O sistema também é o primeiro do ramo no país.
Em 2024, o Sicredi foi reconhecido como a 1.ª melhor empresa para trabalhar, segundo o GPTW (Great Place To Work), se consolidando como uma das melhores empresas para se trabalhar no país.
Além de ser correntista e usufruir os benefícios de um banco, ao associar-se ao Sicredi, a pessoa torna-se dona do negócio. Dessa forma, o diferencial deste Sistema de Crédito Cooperativo é a participação nos lucros (chamados de sobras) bem como a visibilidade referente ao acompanhamento destas, em que é possível tomar conhecimento através das assembleias que ocorrem uma vez por ano.

## História

### Década de 1900
Na data de 28 de dezembro de 1902, foi constituída a primeira cooperativa de crédito brasileira, na localidade de Linha Imperial, no município de Nova Petrópolis, atual Sicredi Pioneira-RS.

### Década de 1920
Na data de setembro de 1925, ocorreu a criação da primeira Central de Caixas Rurais, denominada União Popular do Rio Grande do Sul, que reuniu 66 cooperativas até 1964. Em 1967, esta central é transformada na Cooperativa de Crédito Sul Rio-Grandense, atual Sicredi Metrópolis RS.

### Décadas de 1960 e 1970
Sob a denominação de Caixas Populares Raiffeisen, existiam 66 cooperativas de crédito, em 1964, com papel expressivo no sistema financeiro do Rio Grande do Sul. Neste mesmo ano, ocorreu a reformulação do Sistema Financeiro Nacional (Lei 4 595/64), que impôs restrições normativas ao funcionamento das cooperativas de crédito brasileiras.
Com a aprovação da reforma bancária brasileira e a institucionalização do crédito rural (Lei 4.829/1965), as restrições normativas e a perda de competitividade fizeram desaparecer mais de 50 cooperativas de crédito no Rio Grande do Sul, mais precisamente no período compreendido entre 1970 e 1980.

### Década de 1980
Em 27 de outubro de 1980, foi constituída a Cooperativa Central de Crédito do Rio Grande do Sul - Cocecrer/RS, fruto da união de nove cooperativas de crédito remanescentes do sistema Raiffeisen no Rio Grande do Sul.
A partir do segundo semestre de 1981, foram constituídas as três primeiras cooperativas de crédito rural do Paraná. As primeiras operações são realizadas pela Cooperativa de Crédito Agropecuária do Oeste Ltda., atual Sicredi Oeste PR. Em janeiro de 1985, as dez cooperativas de crédito singulares em atividade no Paraná constituem a Cooperativa Central de Crédito Rural do Paraná - Cocecrer/PR, atual Central Sicredi PR. Em novembro e dezembro de 1987, mais sete cooperativas de crédito e cinco cooperativas agropecuárias de 2º grau filiam-se à Cocecrer/PR.
Em 1989, ocorre a criação de mais cinco cooperativas de crédito em Mato Grosso: Credijul (Sicredi Vale do Cerrado); Credinova; Credioeste (Sicredi Sudoeste); Credinoroeste (Sicredi Noroeste) e Credicanarana (Sicredi Alto Xingu). Foi constituída a Cooperativa Central de Crédito Rural de Mato Grosso - Cocecrer/MT, atual Central Sicredi MT.
Em julho de 1989, foram criadas dez cooperativas de crédito em Mato Grosso do Sul, sendo elas nos municípios de: Dourados (Credidourada), Maracaju (Credimara), Ponta Porã (Credipan), Naviraí (Credinav), Rio Brilhante (Credirio), Caarapó (Credirural), Itaporã (Credita), Sidrolândia (Credilândia), Fátima do Sul (Credivale) e Bonito (Credibon). No dia 10 de novembro do mesmo ano, foi criada a Cooperativa Central de Crédito Rural do Mato Grosso do Sul - Cocecrer/MS, atual Central Sicredi Brasil Central.

### Década de 1990
Em 10 de julho de 1992, por decisão de todas as cooperativas, a Cocecrer/RS e suas filiadas passam a adotar a marca Sicredi, unificando a identidade de todas as cooperativas do Sistema em representação ao Sistema de Crédito Cooperativo.
Em 16 de outubro de 1995, autorizadas pelo Conselho Monetário Nacional (Resolução nº 2.193/95) as cooperativas filiadas à Central Sicredi RS constituem o Banco Cooperativo Sicredi S.A, primeiro banco cooperativo privado brasileiro. Também neste mesmo ano, ocorre a integração da Cocecrer-PR ao Sicredi, atual Central Sicredi-PR.
Em 3 de junho de 1996, iniciam-se as operações do Banco Cooperativo Sicredi. Em 13 de dezembro, as cooperativas do Paraná e do Rio Grande do Sul unem-se para fortalecer o Banco Cooperativo Sicredi, tornando-o, assim, um banco interestadual. No mesmo período, ocorre a integração da Cocecrer-MT ao Sicredi, atual Central Sicredi-MT.
Em 19 de agosto de 1997, iniciam-se as atividades do Banco Cooperativo Sicredi em Curitiba/PR. No mesmo ano ocorre a integração da Cocecrer-MS ao Sicredi, atual Central Sicredi Brasil Central.
Em 1998 é constituída a Alcred Central-SP, atual Central Sicredi SP. No mesmo período, o Banco Cooperativo Sicredi é autorizado a realizar operações de crédito rural com encargos equalizados pelo Tesouro Nacional.

### Década de 2000
Constituídas a Confederação Sicredi (objetivo de prestar serviços ao Sistema e entidades conveniadas) e a Corretora de Seguros Sicredi Ltda. Em 30 de novembro, o Conselho Monetário Nacional aprova a Resolução nº 2788/00, facultando aos bancos cooperativos a transformarem-se em bancos múltiplos. Neste periodo, o Banco Cooperativo Sicredi concretiza sua participação na BC CARD - Administradora de Cartões dos Bancos Cooperativos Ltda.
Em 2002, a Cooperativa Central de Economia e Crédito Mútuo dos Médicos da Aliança Cooperativista do Estado de São Paulo - ALCRED Central-SP (atual Central Sicredi SP) e suas filiadas passam a integrar o Sicredi. Assim, inicia a operação do Sicredi em São Paulo.
Em 28 de dezembro de 2002, o cooperativismo de crédito comemora o centenário da cooperativa de crédito de Nova Petrópolis e é inaugurado o monumento "A Força do Cooperativismo", em Nova Petrópolis/RS.
Em 25 de junho de 2003, o Conselho Monetário Nacional aprova a Resolução n° 3.106/03, que permite a livre admissão de associados às cooperativas de crédito. Em 26 de junho do mesmo ano, o Sicredi inicia suas atividades em Santa Catarina.
Em 2004, é constituída a Administradora de Bens Sicredi Ltda.
Em 2005, iniciam-se as atividades do Sicredi no estado de Goiás, Tocantins, Pará e Rondônia. No mesmo ano são constituídas a Fundação Sicredi e a Administradora de Consórcios Sicredi Ltda.
Em 2006, o Banco Cooperativo Sicredi, adquire as quotas de participação do Bancoob na BC Card. Com esta transação, a empresa passa a ter a seguinte razão social: Administradora de Cartões Sicredi Ltda.
Em 2008, inicia-se o Projeto de Reestruturação Organizacional e de Governança do Sicredi. A Sicredi Participações S.A, foi constituída em 10 de outubro 2008 para propiciar a participação direta e formal das cooperativas de crédito na gestão corporativa e, ao mesmo tempo, para dar aos associados, à sociedade, aos órgãos de regulação, aos grandes fundos de investimento e às demais instituições financeiras que operam em nível nacional e internacional maior transparência na estrutura de governança do Sicredi.

### Década de 2010
Em 2010, o Sicredi firma uma parceria com o Rabo Financial Institutions Development - RD, braço de desenvolvimento do grupo holandês RABOBANK (ver en:Rabobank), sistema de crédito cooperativo holandês presente em 40 países. Mediante participação minoritária no Banco Cooperativo Sicredi, o sistema holandês passa a transferir sua expertise de 160 anos de organização e, ao mesmo tempo, através do Sicredi, investir nas atividades econômicas do quadro associativo das cooperativas de crédito que o integram.(2011)
No ano de 2011, foi assinado o contrato com a IFC (International Finance Corporation), braço do Grupo Banco Mundial que investe no setor privado dos países em desenvolvimento e criada a Política de Sustentabilidade.
Em 2012, foi o ano Internacional das Cooperativas, proclamado pela ONU. Ainda nesse ano, o Banco Cooperativo Sicredi é autorizado a operar com a carteira de crédito imobiliário.
Em 2013, a Unicred Rio se filia à Central Sicredi PR/SP e o sistema Sicredi ingressa no Rio de Janeiro. Neste ano também foi lançado o primeiro balanço combinado do Sicredi e ampliado o acordo com a IFC.
Em 2014, foi realizado o processo de sucessão no Sicredi.
Em agosto de 2015, foi assinado um memorando de entendimento visando a filiação da Unicred Central Norte/Nordeste ao Sicredi. Com a filiação, ganha novas 28 cooperativas e amplia sua atuação dos atuais 11 para 21 estados brasileiros, consolidando a presença nacional.
Em 2018, é ampliada a atuação com a inauguração de agência em Brasília e no estado de Minas Gerais. Agora estando presente em 23 estados e o Distrito Federal.